# Saccopharynx berteli
Saccopharynx berteli és el nom científic d'una espècie de peix abisal pertanyent al gènere Saccopharynx. És una espècie batipelàgica que habita entre 0 i 1100 m de profunditat en l'oceà Atlàntic.